# SMART-L
SMART-L (Signaal Multibeam Acquisition Radar for Tracking, L band) er en langtrækkende radar til krigsskibe udviklet af det firmaet Hollandse Signaalapparaten (Signaal), som nu er fusioneret med Thales Nederland. Thales S1850M-radaren er direkte affødt af SMART-L og indeholder nogle få ændringer.
Systemet er en såkaldt flerstråle-radar, som bruger 16 transmittere til at skabe 14 forskellige radarstråler ved hjælp af digitale ensrettere. Vertikalt er strålerne styret af en elektronisk enhed, som sørger for at radarsystemet altid udsender strålerne fra en vandret platform, således at man ikke får forkerte informationer, eksempelvis når skibet ruller i søen. Den horisontale retning er bestemt ved mekanisk rotation af radaren.
Systemets rækkevidde er som udgangspunkt 400 kilometer, men under en test af et ballistisk missilforsvarssystem i 2006 med det hollandske skib Hr.Ms. Tromp (F803) blev radarens maksimale afstand testet, og systemet var i stand til at følge luftspor op til 480 kilometer væk ved hjælp af en softwaremodifikation kaldt Extended Long Range (ELR) Mode. Resultaterne af denne test gør SMART-L til en af verdens bedste radarer til at opfange ballistiske missiler.

## Data
- Radarsystemet:[1]
  - Dimensioner; 8,4×4×4,4 m, 7.800 kg
  - Transceivere: 16
  - Receivere: 24(16+8)
  - Antal radarstråler: 16
  - Strålebredde 2.2° horisontalt, 0–70° vertikalt
  - Polarisering: vertikal
  - Frekvens: D-bånd (civilt L-bånd)
  - Rotationshastighed: 12 omdr./min
  - Integreret IFF-system
- Maksimale detektionsafstande
  - Missiler: ~65 km
  - Bombefly: ~400 km
- Maksimal antal holdt spor:
  - Luftspor: 1000
  - Overfladespor: 100
  - Jamming-pejleelementer: 32

## Benyttes af
- Deutsche Marine
  - Sachsen-klassen[3]
- Koninklijke Marine
  - De Zeven Provinciën-klassen[4]
- Marina Militare (S1850)
  - Andrea Doria-klassen[5]
- Den Franske flåde (S1850)
  - Forbin-klassen[5]
- Royal Navy (S1850M)
  - Daring-klassen[6]
  - Queen Elizabeth-klassen[7] (under konstruktion)
- Søværnet
  - Iver Huitfeldt-klassen[8]
- Sydkoreas flåde
  - Dokdo-klassen[9]

## Eksterne links
- Thales SMART-L hjemmeside Arkiveret 20. marts 2011 hos  Wayback Machine (engelsk)
- radartutorial.eu: SMART-L Arkiveret 23. august 2011 hos  Wayback Machine (engelsk)